# Omegalebra longipenis
Omegalebra longipenis är en insektsart som beskrevs av Irena Dworakowska 1994. Omegalebra longipenis ingår i släktet Omegalebra och familjen dvärgstritar. Inga underarter finns listade i Catalogue of Life.